# Linda Ronstadt
Linda Ronstadt,, née le 15 juillet 1946 à Tucson, dans l'Arizona, est une chanteuse américaine dont la carrière débute vers la fin des années 1960. Elle annonce sa retraite en 2011.
Chanteuse des plus polyvalentes, elle touche au rock, au country rock, à l'opérette, au jazz et aux musiques mexicaines et cadiennes.
Au total, elle compte plus de quarante albums, les derniers montrent un retour aux sources avec des ballades de pop-rock. Linda compte huit disques d'or et quatre en platine pour ses albums. Son succès aux États-Unis était tel qu'elle fait six fois la couverture de Time, dont une fois en 1977 avec le morceau Torchy Rock. Trois de ses albums sont classés premiers au Billboard, de même qu'un simple et dix de ses albums sont classés dans les dix premiers du Billboard. Les albums qui ont eu le plus de succès sont What's New (1983) et Cry Like a Rainstorm, How I Like The Wind (1989) avec, pour chacun, plus de trois millions de disques vendus. La compilation Greatest Hits est sa meilleure vente.

## Biographie

### Jeunesse
Linda Maria Ronstadt est née en 1946 à Tucson, en Arizona,, d'un père aux racines mexicaines et allemandes et d'une mère née aux États-Unis, dans l'État du Michigan, elle-même d'ascendance néerlandaise, anglaise et germanique.
Linda Ronstadt est issue d'une famille de quatre enfants. Son père, qui tient une quincaillerie pendant la journée et chante dans les bars le soir, inculque à ses enfants le goût de la musique.  Elle lui rend hommage avec son album Canciones de Mi Padre, enregistré en 1987. Elle est éduquée dans plusieurs écoles catholiques mais souffre de la discipline qui y est imposée. Elle quitte l'école à l'âge de 18 ans.

### Stone Poneys (1964-1967)
Au printemps 1964, Linda Ronstadt s'installe à Laurel Canyon, quartier hippie et avant-gardiste  de Los Angeles et s'associe à Bob Kimmel, déjà coauteur de plusieurs chansons folk avec l'auteur-compositeur Kenny Edwards, chacun étant aussi guitariste. Elle est la chanteuse de ce groupe nommé Stone Poneys, qui signe un contrat avec Nik Venet de Capitol Records et sort trois albums en quinze mois (1967-1968) : The Stone Poneys Album, Evergreen, Volume 2 et Linda Ronstadt, Stone Poneys and Friends, Vol III. Le groupe se fait alors surtout connaître par son hit paru sur le simple Different Drum (que Michael Nesmith. a composé avant de se joindre aux Monkees), qui montera en 13e position sur le Billboard Hot 100. Cette chanson demeurera l'une des plus populaires enregistrées par Linda Ronstadt au cours de sa carrière.
À la rupture du groupe, avant la sortie du troisième album, Kenny Edwards et Linda Ronstadt enregistrent et se produisent ensemble, en tournée, durant une dizaine d'années, à compter du milieu des années 1970. 
Près de quarante ans après la sortie de leur premier album, Raven Records met en vente en 2008 une compilation : The Stone Poneys.[réf. nécessaire]

### Carrière solo (1968-1973)
Son premier succès en solo est Long Long Time en 1970, une chanson country rock. Linda, qui se montre tôt très éclectique, s'essaye ensuite à plusieurs genres musicaux : rock, country, rhythm and blues, new wave, puis comédie musicale ou opérette, puis opéra et mariachi.
Son album Heart Like a Wheel, sorti en 1974, est classé parmi « les 50 plus grands albums de tous les temps » catégorie « femme qui rock » par Rolling Stone)
Au cours de l'automne 1975, elle a donné des concerts avec Jackson Browne, The Eagles, et Toots and the Maytals,.
Linda Ronstadt travaille ponctuellement avec d'autres d’artistes, parmi eux Emmylou Harris, Dolly Parton, J.D. Souther, The Eagles, Andrew Gold, Kate and Anna McGarrigle, Paul Simon, James Taylor, Warren Zevon, Nicolette Larson et Elvis Costello, Aaron Neville, et Neil Young. Les principaux succès de Linda Ronstadt sont des chansons provenant d'autres auteurs-compositeurs, tels : Les Sœurs McGarrigle (Heart Like a Wheel), Warren Zevon (Poor Poor Pitiful Me, Hasten Down the Wind), Elvis Costello, J.D. Souther, The Rolling Stones (Tumbling Dice) , Tom Petty and the Heartbreakers, The Everly Brothers, The Flying Burrito Brothers, Little Feat, Neil Young, Roy Orbison (Blue Bayou) et Buddy Holly (It’s So Easy).

### Succès et activités diverses (1974-2010)
En 1974 elle participe au concert de la prison d'état du Tennessee (en) à Nashville avec Johnny Cash.
Elle obtient ses principaux succès sous la houlette du producteur Peter Asher de 1974 à 1980. Ses premiers hits en 1974 sont You're No Good, When Will I Be Loved, Heat Wave, That'll Be the Day et It's So Easy. Son album Heart Like a Wheel (dont la chanson-titre est de la débutante montréalaise Anna McGarrigle) arrive en tête du Billboard en 1974, de même que Simple Dreams en 1977 et Living in the USA en 1978.
En 1980, elle réalise un album new wave avec des chansons d'Elvis Costello et des hits comme Hurt So Bad, How Do I Make You, et I Can't Let Go.
Elle s'adonne aussi au music-hall. De 1980 à 1982,  Linda Ronstadt tient sur Broadway le premier rôle féminin (Mabel) dans l'opérette The Pirates of Penzance, de Gilbert et Sullivan (spectacle avec public, offert dans un théâtre en plein air : enregistrement disponible en DVD). En 1983, cette œuvre est portée au cinéma (sans public, disponible sur un autre DVD). 
C'est aussi en 1983 que Ronstadt lance What's new ?, dans lequel elle reprend des classiques de la chanson populaire américaine des années 1950, comme I've got a  crush on you de George et Ira Gershwin ou What'll I Do d'Irving Berlin. Pour réaliser l'album, Ronstadt s'adjoint les services de l'arrangeur Nelson Riddle, qui avait déjà travaillé avec Frank Sinatra et Ella Fitzgerald.  What's new ? sera un des grands succès de la carrière de Ronstadt. 
Vers la même époque, la chanteuse suscite une certaine controverse en donnant une série de concerts à Sun City, en Afrique du Sud, alors que ce pays fait l'objet d’un boycott en raison de sa politique raciale. Ronstadt a justifié sa position en déclarant qu'elle n’était pas favorable à l'apartheid, mais que les arts ne devraient pas être liés à des considérations politiques. 
Par la suite, Ronstatd lance deux autres albums de reprises, dans la lignée de What's new ?  et toujours avec la collaboration de Nelson Riddle : Lush Life, qui sort en 1984 et For Sentimental Reasons, sorti en 1986, après le décès de Riddle.
1986 voit également Ronstadt collaborer avec le compositeur Philip Glass pour l'album Songs from Liquid Days.  On peut aussi l'entendre dans l'album Graceland de Paul Simon, avec qui elle chante en duo sur la chanson Under African Skies.
L'année suivante, Ronstadt propose un album de musique  folklorique  mexicaine, Cancionces de mi Padre (Chansons de  mon  père),  qui figure parmi les albums non anglophone les plus vendus aux États-Unis.  Toujours en 1987, Linda Ronstadt enregistre un album en trio vocal avec Dolly Parton et Emmylou Harris.  Cet album obtient un Grammy Award. Dix simples issus de ce disque sont classés parmi les 10 meilleures ventes de country rock.  
Cry Like a Rainstorm, Howl like the wind, sorti en 1989 et dans lequel elle renoue avec l'approche folk-rock de ses débuts, sera aussi un très gros succès aux États-Unis. Après quoi, Ronstadt revient à la musique mexicaine avec Mas Canciones, (D'autres chansons), une  suite de  son  album  de 1987. 
Toujours aussi polyvalente, Linda Ronstadt enregistre, en 1996, un album de musique destiné aux enfants : Dedicated to the One I Love.  Puis, elle renoue avec Parton et Harris.  Le trio réalise un second album (Trio 2) en 1999.
En 2002, Ronstadt participe à un autre album collaboratif, cette fois-ci avec la chanteuse cadienne Ann Savoy : Evangeline Made,  un disque hommage à la musique cadienne et composé de chansons en français.  Les deux chanteuses récidivent avec Adieu False Heart, qui sort en 2006 et dans lequel se mêlent chansons cadienne et musiques plus contemporaines.

### Retraite (2011)
En 2011, Ronstadt annonce sa retraite. En août 2013, elle révèle être atteinte de la maladie de Parkinson et ne peut plus du tout chanter, a annoncé en août 2013 l'AARP, l'Association américaine de défense des personnes âgées. Dans une interview accordée à l'Association, la chanteuse explique que le diagnostic, qui lui a été communiqué huit mois plus tôt, lui a permis de comprendre pourquoi elle ne pouvait plus émettre une seule note. « Personne ne peut chanter avec la maladie de Parkinson, a-t-elle déclaré au groupe AARP, quels que soient les efforts que vous faites ». AARP précise que la chanteuse de You're No Good et It Doesn't Matter Anymore doit parfois s'aider de cannes pour marcher et qu'elle voyage en chaise roulante.
En 2019, Ronstadt fait l'objet d’un documentaire intitulé Linda Ronstadt, the sound of my voice réalisé par le tandem Rob Epstein et Jeffrey Friedman avec la participation de Ronstadt. Le film récapitule la vie et la carrière de la chanteuse.

## Vie privée
Elle a aussi défrayé la chronique en raison de certaines liaisons amoureuses éclatantes, notamment avec Jerry Brown, gouverneur de Californie et candidat à la présidence des États-Unis, et avec le cinéaste George Lucas. Elle eut également une brève liaison entre 1983 et 1984 avec l'acteur Jim Carrey (de 16 ans son cadet) lorsqu'il n'était encore qu'artiste de stand-up.

## Opinions
En 2019, elle compare Donald Trump à Adolf Hitler. Elle a aussi, quelques années auparavant, recommandé sur scène Fahrenheit 9/11, le documentaire anti-Bush de Michael Moore.

## Discographie

### Albums studio
- 1969 : Hand Sown ... Home Grow
- 1970 : Silk Purse
- 1972 : Linda Ronstadt
- 1973 : Don't Cry Now
- 1974 : Heart Like a Wheel
- 1975 : Prisoner In Disguise
- 1976 : Hasten Down The Wind
- 1976 : Greatest Hits
- 1977 : Simple Dreams
- 1977 : A Retrospective (compilation)
- 1978 : Living In The U.S.A.
- 1980 : Mad Love
- 1980 : Greatest Hits, Volume 2
- 1982 : Get Closer
- 1983 : What's New (en) (3 millions d'exemplaires et +)
- 1984 : Lush Life
- 1986 : For Sentimental Reasons
- 1986 : Round Midnight (compilation des trois précédents-reprises jazz)
- 1987 : Trio
- 1987 Canciones de Mi Padre
- 1989 : Cry Like a Rainstorm, Howl Like The Wind (3 millions d'exemplaires et +)
- 1990 : Mas Canciones
- 1992 : Frenesi
- 1993 : Winter Light
- 1995 : Feels Like Home
- 1996 : Dedicated to the One I Love
- 1998 : We Ran
- 1999 : Trio 2
- 1999 : Western Wall: The Tucson Sessions
- 1999 : The Linda Ronstadt Box Set (compilation)
- 2000 : A Merry Little Christmas
- 2002 : The Very Best of Linda Ronstadt
- 2004 : Hummin' to Myself
- 2016 : The Complete Trio Collection

### Participations
- 1971 : Escalator over the Hill de Carla Bley et Paul Haines
- 1973 : Music from Free Creek
- 1974 : A Concert Behind Prison Walls (en)
- 1981 : Hoy-Hoy! de Little Feat (Warner) avec Ry Cooder, Robben Ford, Jim Keltner
- 1986 : Under African Skies, sur Graceland de Paul Simon
- 1986 : Songs from liquid days, de Philip Glass
- 1989 : Freedom de Neil Young
- 1992 : Partners de Flaco Jimenez (Reprise) avec Stephen Stills, Dwight Yoakam, John Hiatt, Ry Cooder, Los Lobos
- 1996 : Santiago des Chieftains avec Los Lobos
- 2000 : Silver and Gold de Neil Young

### Albums collaboratifs
- 1967 : The Stone Poneys (Stone Poneys)[24]
- 1967 : Evergreen, Volume 2 (Stone Poneys)[25]
- 1968 : Linda Ronstadt, Stone Poneys and Friends, vol. III (Stone Poneys)[26]
- 2008 : The Stone Poneys (two-fer CD)

### Répertoire
- 1917
- Across the Border
- (es)  Adãnde Voy
- Adieu False Heart
- (es)  Adios
- (es)  Adonde Voy
- After the Gold Rush
- Alison
- All I Left Behind
- All My Life
- All That You Dream
- (es)  Alma Adentro
- Am I Blue
- An American Dream
- A Number and a Name
- Angel Baby
- Anyone Who Had a Heart
- Are My Thoughts With You?
- A River for Him
- Round Midnight
- Away in a Manger
- Baby I Love You
- Baby, You've Been on My Mind
- Back in the U.S.A.
- Ballad Of Cananea
- Be My Baby
- Bet No One Ever Hurt This Bad
- Bewitched, Bothered & Bewildered
- Bewitched, Bothered And Bewildered
- Birds
- Blowing Away
- Blue Bayou
- Blue Prelude
- Brahms' Lullaby
- Break My Mind
- Burns' Supper
- But Not for Me
- Can't We Be Friends
- Carmelita
- Close Your Eyes
- Closing
- Colorado
- Corrido de Cananea
- Cost of Love
- Crazy
- Crazy Arms
- Crazy He Calls Me
- Cry 'Til My Tears Run Dry
- Cry Like a Rainstorm
- Cry Me A River
- (es)  Cuando Me Querias Tu
- Damage
- Day Dream
- Dedicated to the One I Love
- (es)  Desperado
- (es)  Despojos
- Devoted to You
- Different Drum (Michael Nesmith) (folk, 1967)
 13e au palmarès des 100 premiers hits
- Do I Ever Cross Your Mind
- Do What You Gotta Do
- Dolphins
- Don't Cry Now
- Don't Know Much
- Don't Talk (Put Your Head on My Shoulder)
- (es)  Dos Arbolitos
- Down So Low
- Dreams of the San Joaquin
- Dreams to Dream
- Easy for You to Say
- (es)  El Camino
- (es)  El Crucifijo de Piedra
- (es)  El Gustito
- (es)  El Sol Que Tú Eres
- (es)  El Sueno
- (es)  El Toro Relajo
- (es)  En Mi Soledad
- (es)  Entre Abismos
- Everybody Loves a Winner
- Faithful
- Faithless Love
- Falling Down
- Falling in Love Again
- Farther Along
- Feels Like Home
- For a Dancer
- For A Love
- (I Love You) For Sentimental Reasons
- Frenesi
- Get Closer
- Get On With It
- Get Out of Town
- Girls Talk
- Give Me a Reason
- Give One Heart
- Go Away From My Window
- Good Night
- Goodbye
- Goodbye My Friend
- (es)  Gritenme Piedras del Campo
- Guadalupe
- Guess I'll Hang My Tears Out to Dry
- Hasten Down the Wind
- Have Yourself a Merry Little Christmas
- (es)  Hay Unos Ojos
- He Dark the Sun
- He Rode All the Way to Texas
- He Was Mine
- Heart Like a Wheel ( Anna McGarrigle, 1974)
- Heartbeats Accelerating ( Anna McGarrigle)
- Heartbreak Kind
- (Love Is Like A) Heat Wave
- Hey Mister, That's Me up on the Jukebox
- High Sierra
- How Do I Make You
- Hummin' to Myself
- Hurt So Bad
- I Believe in You
- I Can Almost See It
- I Can't Get Over You
- I Can't Help It (If I'm Still in Love With You)
- I Can't Let Go
- I Don't Stand a Ghost of a Chance With You
- I Fall in Love Too Easily
- I Fall to Pieces
- I Get Along Without You Very Well
- I Go to Pieces
- I Just Don't Know What to Do With Myself
- I Keep It Hid
- I Knew You When
- (I Love You) For Sentimental Reasons
- I Need You
- I Never Will Marry
- I Still Miss Someone
- I Think It's Gonna Work Out Fine
- I Will Always Love You
- I Won't Be Hangin' Round
- I'll Be Seeing You
- I'll Be Your Baby Tonight
- I'm a Fool to Want You
- I'm Blowing Away
- I'm Leavin' It All Up to You
- I've Got a Crush on You
- I've Had Enough
- I've Never Been In Love Before
- Icy Blue Heart
- If He's Ever Near
- If I Should Fall Behind
- In My Reply
- In My Room
- Interlude
- It Doesn't Matter Anymore
- It Never Entered My Mind
- It's About Time
- It's So Easy
- It's Too Soon to Know
- Just Like Tom Thumb's Blues
- Just One Look
- Justine
- Keep Me from Blowing Away
- King Of Bohemia
- (es)  La Barca de Guaymas
- (es)  La Calandria
- (es)  La Charreada
- (es)  La Cigarra
- (es)  La Mariquita
- Lies
- Life Is Like a Mountain Railway
- Lion in the Winter
- Little Girl Blue
- (es)  Lo Siento Mi Vida
- Long Long Time (country rock, 1970)
 premier grand succès solo.
- Long Way Around
- Look Out for My Love
- (es)  Los Laureles
- Lose Again
- Louise
- (Love Is Like a) Heat Wave
- Love Has No Pride
- Love Is a Rose
- Love Me Tender
- Lover Man
- Lover Man (Oh Where Can You Be)
- Lover's Return
- Lovesick Blues
- Loving the Highway Man
- Lush Life
- Mad Love
- Many Rivers to Cross
- Marie Mouri
- 'Maybe I'm Right
- Mean to Me
- Mental Revenge
- (es)  Mentira Salome
- (es)  Mi Ranchito
- Miss Otis Regrets
- Mohammed's Radio
- Morning Blues
- Mr. Radio
- Mr. Sandman
- My Blue Tears
- My Funny Valentine
- My Old Flame
- Never Will I Marry
- Nobody's
- Oh No, Not My Baby
- Old Paint
- On No, Not My Baby
- Only Mama That'll Walk the Line
- Ooh Baby Baby
- Ooo Baby Baby
- Opening
- (es)  Palomita de Ojos Negros
- (fr)  Parlez-moi d'amour
- Party Girl
- (es)  Pena de Los Amores
- People Gonna Talk
- (es)  Perfidia
- (es)  Piel Canela
- (es)  Piensa en Mi
- Please Remember Me
- (fr)  Plus tu tournes
- Poor Poor Pififul Me (Warren Zevon)
 grand succès
- (es)  Por un Amor
- Prisoner in Disguise
- (es)  Quiereme Mucho
- Raise the Dead
- Ramblin' Round
- Rattle My Cage
- Rescue Me'
- Rivers of Babylon
- Rock Me on the Water
- (es)  Rogaciano
- (es)  Rogaciano el Huapanguero
- Roll Um Easy
- Ruler of My Heart
- Sail Away
- Shattered
- (es)  Siempre Hace Frio
- Silent Night
- Silver Blue
- Silver Threads and Golden Needles
- Simple Man, Simple Dream
- Sisters of Mercy
- Skylark
- So Right, So Wrong
- Some of Shelly's Blues
- Someone to Lay Down Beside Me
- Someone to Watch Over Me
- Sometimes You Just Can't Win
- Somewhere Out There
- Song of Bernadette
- Sophisticated Lady
- Sorrow Lives Here
- Still Within the Sound of My Voice
- Stoney End
- Straighten up and Fly Right
- Sweet Spot
- Talk to Me of Mendocino( Kate McGarrigle, 1998)
- Talking in the Dark
- (es)  Tata Dios
- (es)  Tú Sólo Tú
- (es)  Te Quiero Dijiste
- Teardrops Will Fall
- Tell Him
- Tell Him I Said Hello
- That'll Be the Day
- The Blue Train
- The Boat From Guaymas
- (es)  The Charreada
- (es)  The Cicada
- The Dark End of the Street
- The Dolphins
- The Fast One
- The Lark
- The Laurels
- The Long Way Around
- The Moon Is a Harsh Mistress
- The One I Love Is Gone
- The Only Mama That'll Walk the Line
- The Sun That You Are
- The Sweetest Gift
- The Sweetheart of the Rodeo
- The Tattler
- The Tracks of My Tears
- The Very Thought of You
- The Waiting
- There Are Some Eyes
- This Is to Mother You
- To Know Him Is to Love Him
- Too Old To Die Young
- Tracks of My Tears
- Trouble Again
- Try Me Again
- Tumbling Dice
- Two Little Trees
- Valerie
- (es)  Verdad Amarga
- Walk Away Renée
- Walk On'
- We Need a Lot More of Jesus (And a Lot Less Rock & Roll)
- We Need a Whole Lot More of Jesus (And a Lot Less Rock & Roll)
- We Will Rock You
- Western Wall
- What'll I Do?
- What's New
- When I Fall in Love
- When I Grow Too Old to Dream
- When Something Is Wrong with My Baby
- When We Ran
- When We're Gone, Long Gone
- When Will I Be Loved
- When You Wish Upon a Star
- When Your Lover Has Gone
- White Christmas
- White Rhythm & Blues
- White Rhythm And Blues
- Will You Love Me Tomorrow?
- Willin'
- Winter Light
- Women Cross the River
- (es)  Xicochi, Xicochi
- (es)  Y Andale
- You Can Close Your Eyes
- You Can't Treat the Wrong Man Right
- You Go to My Head
- You Only You
- You Tell Me That I'm Falling Down
- You Took Advantage of Me
- You're No Good

## Vidéographie
- (en) Linda Ronstadt Live in Germany 1976, Immortal IMM 940401, 2013, DVD, 76 minutes  (EAN 8712177062089). Autre édition : Love Has No Pride, Mainstreet Music MS21, DVD  (EAN 4985219641236). Enregistré le 16 novembre 1976 à la Stadthalle d'Offenbach-sur-le-Main.
- (en) Blue Bayou, Laser Media LM110, 2014, DVD, 87 minutes  (EAN 5883007131107). Éditions antérieures : Simple Dreams, The Way Of Wizards WOW-264, 2006, DVD  (EAN 8745659832177) ; Old Hoedown, Footstomp Japon FSVD-317, 2007, DVD. Enregistré au Fox Theatre d'Atlanta le 1er décembre 1977.
- (en) Linda Ronstadt Live in Hollywood, Immortal IMM 940356, 2012, DVD, 85 minutes  (EAN 8712177059089). Autres éditions : One Night Stand, Main Street, 2012, DVD  (EAN 4258654324355) ; Faithless Love, Laser Media, 2013, DVD  (EAN 5883007136218). Enregistré le 24 avril 1980 aux Television Center Studios, Hollywood.
- (en) A Night On The Town de David Lewis, Main Street, DVD, 55 minutes  (EAN 4 974720 872253). Autre édition : Linda Ronstadt in concert : What's New, Vestron Music Video ML 1012, 1984, Laser Videodisc. Enregistré les 9 et 10 mars 1984 au théâtre Arlington de Santa Barbara, avec Nelson Riddle et son orchestre.
- (es) Canciones de mi padre – A Romantic Evening in Old Mexico de Bruce Franchini et Michael Smuin, Warner Vision Elektra, 2004, DVD, 70 minutes  (EAN 0603497029822). Enregistré en 1987 à Los Angeles.
- (en) The Sound of My Voice de Rob Epstein et Jeffrey Friedman, Greenwich, 2019, DVD et Blu-ray, 95 minutes  (EAN 0738329241872).
- Linda Ronstadt apparait également dans des vidéos de Johnny Cash (1974), Dolly Parton et Emmylou Harris (1976), Randy Newman (1982), Kate & Anna McGarrigle (1984), Aaron Neville… compilées dans le DVD Linda Ronstadt & Friends, Laser Media, 2015, 49 minutes  (EAN 5883007131411).

## Filmographie
- 1983 : The Pirates of Penzance de Wilford Leach : Mabel
- 1992 : Les Simpson (saison 4, épisode 9 : Monsieur Chasse-neige) : elle-même (voix)

## Distinctions
Outre, notamment, les Grammy reçus le long de sa carrière en 1975, 1976, 1987, 1988, 1989, 1990, 1992, 1996, 1999 , Linda Ronstadt a été introduite au Rock and Roll Hall of Fame (panthéon du Rock and Roll) en avril 2014.